# Joe Watkins
Joseph „Joe“ Watkins (* 24. Oktober 1900; † 13. September 1969) war ein US-amerikanischer Schlagzeuger des Dixieland Jazz.

## Leben und Wirken
Watkins spielte in seiner Heimatstadt New Orleans u. a. in den Jazzbands von Kid Howard, Isaiah Morgan, Herb Morand, Punch Miller und vor allem ab 1946 bei George Lewis, mit dem auch erste Aufnahmen entstanden (At Manny’s Tavern 1949). Mit der Lewis-Band begleitete er in den 1950er-Jahren auch die Sängerin Lizzie Miles. Im Bereich des Jazz war er zwischen 1969 und 1969 an 94 Aufnahmesessions beteiligt. Aus gesundheitlichen Gründen musste er seine Karriere 1966 weitgehend beenden. Posthum erschien 1982 auf GHB Records das Album Last Will and Testament of Joe Watkins; an den Aufnahmen, die kurz vor Watkins’ Tod entstanden sind, wirkten Yoshio Toyama (Kornett), Frank Demond (Posaune), Tommy Sancton (Klarinette), Lars Edegran (Piano), Keiko Toyama (Banjo) und Sylvester Handy (Kontrabass) mit.